# Ejnar Oberbech-Clausen
Ejnar Offer Oberbech-Clausen (23. marts 1883 i Nyborg – 16. august 1963) var en dansk godsejer og kunstsamler.
Han var søn af Henrik Clausen (f. 30. marts 1839, d. 1905), som var bonde fra Nyborg og skovrider ved Juelsberg gods samt Sidsel Marie Frederikke Oberbech (7. oktober 1845 – 1926). Ejnar Oberbech-Clausen var på mødrene side oldebarn af den spanske soldat, Isidoro Panduro, som kom til Danmark med de spanske hjælpetropper under Napoleonskrigene.
Han fik eksamen fra Nyborg Realskole og blev uddannet hos manufakturhandler Gothard Petersen, Messen, i Nyborg samt ved Bendixens Handelsakademi i København. I 1906 blev han optaget på en fornem fransk kostskole ved Sceaux, Lycée Lakanal, i udkanten af Paris.

## Frankrig
Oberbech-Clausen rejste til Paris i 1906. Efter endt skolegang på Lycée Lakanal blev han sekretær på slottet Mille-Secousses hos grev Chenu-Lafitte og grevinde Marie Henriette Chenu-Lafitte (født Péan, datter af professor, kirurg Jules-Émile Péan).
Efter grev Chenu-Lafittes død i 1908 blev Ejnar Oberbech-Clausen værge for greveparrets søn og i 1910 gift med Marie Henriette Chenu-Lafitte.
I 1915 blev han udnævnt til romersk rigsgreve af pave Benedikt XV hovedsageligt på grund af hustruens og hans store donationer og støtte af den katolske kirke i Frankrig.
Parret ejede og drev vinslottene:
- Château Mille-Secousses (besøgt to gange af Ludvig XIV)
- Château Gourdet
- Château Pérenne
- Château Saint-Genès de Blaye (Oberbech-Clausens eget slot)

## Tilbage til Danmark
Efter hustruens død i 1941 efter et bombardement af Bordeaux flyttede Oberbech-Clausen til Paris, hvor han købte en ejendom for de penge, han havde tjent efter salget af parrets fire vinslotte.

## Voergård Slot
Vinslottene havde huset store kunstskatte, og da Oberbech-Clausen havde en drøm om en dag at eje et slot i Danmark, planlagde han at flytte hovedparten af sin ejendom til sit fødeland. Efter godkendelse fra den franske stat transporterede tolv togvogne i 1955 kunstskattene til hans nyerhvervede Voergård ved Sæby.
Rigsgreve Ejnar Offer Oberbech-Clausen døde på Voergård Slot i 1963, 80 år gammel.